# Alms and Doepke Dry Goods Company
De Alms and Doepke Dry Goods Company is een voormalig warenhuis in Cincinnati (Ohio) in de Verenigde Staten . Het warenhuis lag aan Central Parkway aan de rand van het stadscentrum en was gevestigd in een laat-Victoriaans gebouw, ontworpen door Samuel Hannaford, een beroemde architect uit Cincinnati. 

## Geschiedenis

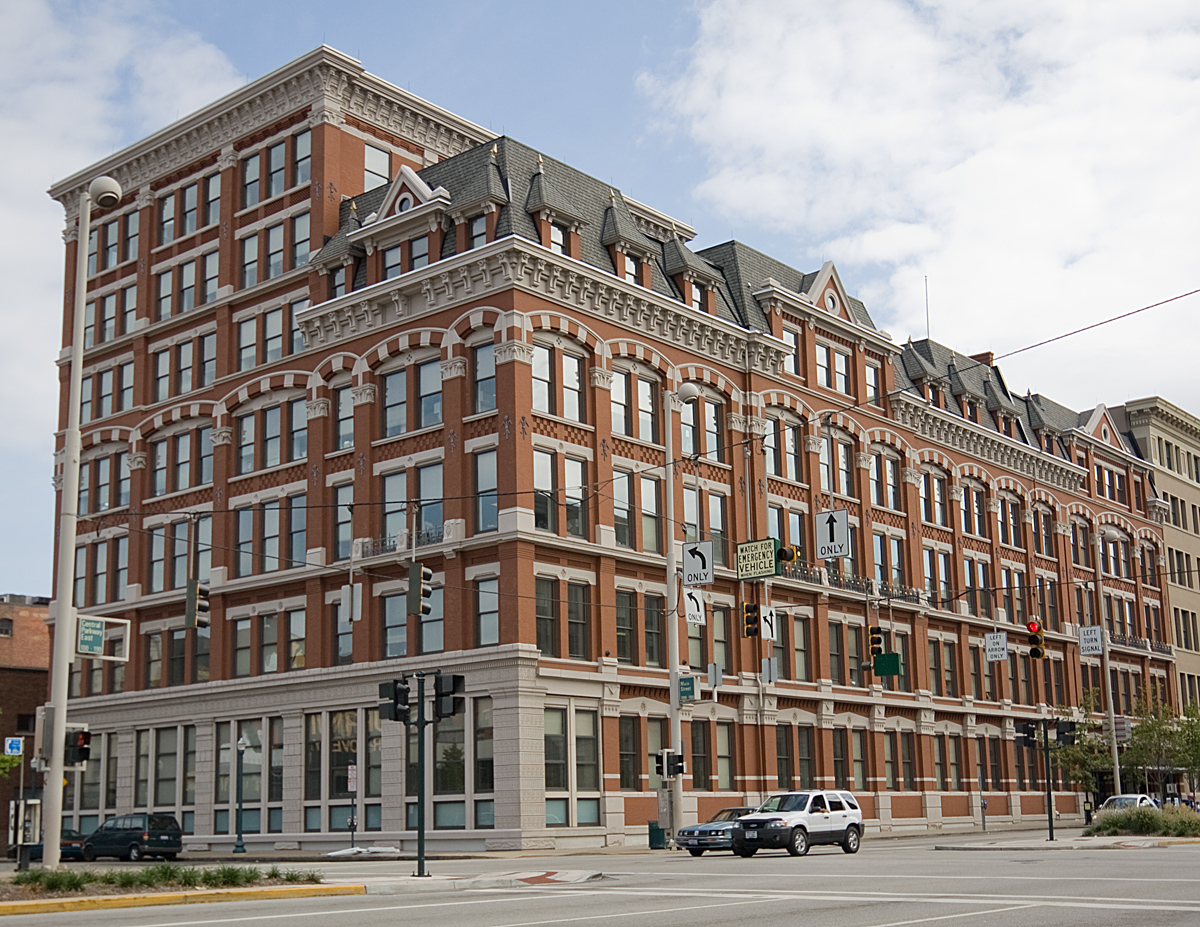
Alms and Doepke Building

In 1855 richtte William F. Doepke samen met zijn neven William H. Alms en Frederick H. Alms een textielwinkel op in Cincinnati. Twee jaar later verhuisde de winkel naar de noordoosthoek van de kruising van Main Street en het Miami and Erie Canal. Vanaf 1878 werd op die locatie de basis van het nog bestaande gebouw opgetrokken. In de jaren 1886, 1890 en 1906 werd het gebouw uitgebreid. 
Het  bakstenen gebouw met een stenen fundering en een leien dak was zeven verdiepingen hoog. Belangrijke architectonische elementen zijn onder meer een sierlijke kroonlijst met zware consoles en het mansardedak dat voorzien is van vele dakkapellen. 
Tegen het einde van de negentiende eeuw had Alms and Doepke een reputatie opgebouwd als de belangrijkste firma in de regio op het gebied van textiel. Toen het bedrijf in 1886 besloot om uit te breiden, huurden ze Samuel Hannaford in, die inmiddels de meest prestigieuze architect van Cincinnati was geworden. In de jaren 1870 en 1880 ontwierp Hannaford verschillende gebouwen in Cincinnati en de voorsteden. Hij was bekend als de architect bij uitstek voor welvarende individuen en bedrijven in deze decennia. In 1891 had Alms and Doepke achthonderd mensen op de loonlijst staan.
Na negentig jaar in bedrijf te zijn geweest sloot Alms en Doepke in 1955 definitief zijn deuren. Hun hoofdkwartier bleef na hun ondergang bestaan; de architectuur was voldoende goed bewaard gebleven om het gebouw in 1980 te kwalificeren voor opname in het National Register of Historic Places, samen met tientallen andere gebouwen van Hannaford. Drie jaar later was het een van de ruim tweeduizend gebouwen in de wijk Over-the-Rhine die aan het register werden toegevoegd als een historische wijk, de Over-the-Rhine Historic District. Tegenwoordig is het gebouw van de Alms and Doepke Dry Goods Company eigendom van de overheid van Hamilton County, die het gebruikt als kantoor voor haar Job and Family Services en de afdelingen personeelszaken, aangezien het aan de overkant van Central Parkway ligt, tegenover het gerechtsgebouw van Hamilton County.